# Invaze Spojených států amerických do Panamy
Invaze Spojených států amerických do Panamy s krycím názvem Operace Just Cause byla zahájena v prosinci 1989. K invazi došlo během úřadu amerického prezidenta George H. W. Bushe a deset let po smlouvě Torrijos – Carter, při které byla přijata změna statutu kontroly nad Panamským kanálem z výsostného území USA na neutrální území pod panamskou správou a s USA jako garantem jeho vnější obrany, s platností od roku 2000. Během invaze byl panamský diktátor Manuel Noriega sesazen, zvolený prezident Guillermo Endara složil prezidentskou přísahu a Panamská obranná síla (Panamanian Defense Force - PDF) byla rozpuštěna.

## Pozadí
Noriega vládl Panamě od roku 1983, kdy se stal vrchním velitelem armády a de facto neomezeným vládcem země, přestože žádnou politickou funkci formálně nevykonával. Od roku 1968 byla pozice prezidenta spíše symbolická a podřízená vojenskému vůdci, který také ovlivňoval její obsazení - např. po volbách v roce 1984 po Noriegou nařízeném přepočtu hlasů zvítězil jiný kandidát, a to jemu nakloněný Nicolás Barletta. Ten se přesto těšil úctě Američanů, kteří jej považovali za spojence. Když po návratu z návštěvy USA Barletta na Noriegův nátlak rezignoval, vztahy mezi zeměmi se ochladily. Poté co Noriega nechal anulovat další prezidentské volby v roce 1989 se vztahy ještě zhoršily a v září 1989 přerušily USA s Panamou diplomatické styky. Následně 15. prosince 1989 Noriega veřejně prohlásil, že mezi Panamou a USA existuje válečný stav.

## Zdůvodnění invaze
Oficiální americké ospravedlnění invaze bylo vysloveno prezidentem Georgem H. W. Bushem ráno 20. prosince 1989, několik hodin po začátku operace. Prezident vyjmenoval následující důvody pro invazi:
- Ochrana amerického výsostného území v Panamě. V roce 1904 uzavřením Hay-Bunau-Varillovy smlouvy, která spolu s ustanoveními panamské ústavy zakotvila výlučné postavení USA v oblasti budovaného průplavu (šestimílový pás území na obou jeho březích), bylo zřízeno Panamské průplavové pásmo (výsostné území USA) a umožněna výstavba dvou vojenských základen v zájmu zajištění bezpečnosti proplouvajících lodí, ke kterému se USA zavázalo.
- Ochraňování integrity smluv Torrijos - Carter. Členové amerického kongresu a ostatní američtí politici prohlašovali, že Noriega ohrožuje neutralitu Panamského průplavu a že Spojené státy mají právo, v rámci smluv, k vojenské intervenci, aby ochránily Panamský průplav.
- Ochrana životů amerických občanů v Panamě. V tomto prohlášení Bush tvrdil, že Noriegou vyhlášený válečný stav mezi Spojenými státy americkými a Panamou ohrožuje životy 35 000 amerických občanů žijících v Panamě. Mezi americkými a panamskými jednotkami byly také časté střety, několik dnů před invazí jeden americký mariňák byl dokonce zabit a došlo také k několika pronásledováním amerických občanů.
- Bránění demokracie a lidských práv v Panamě. Noriega dvakrát neuznal výsledky demokratických voleb v zemi.
- Boj proti obchodu s drogami. Panama se stala centrem praní peněz z obchodu s drogami a tranzitní zemí pro drogy do Spojených států a Evropy.

## Vojenská operace

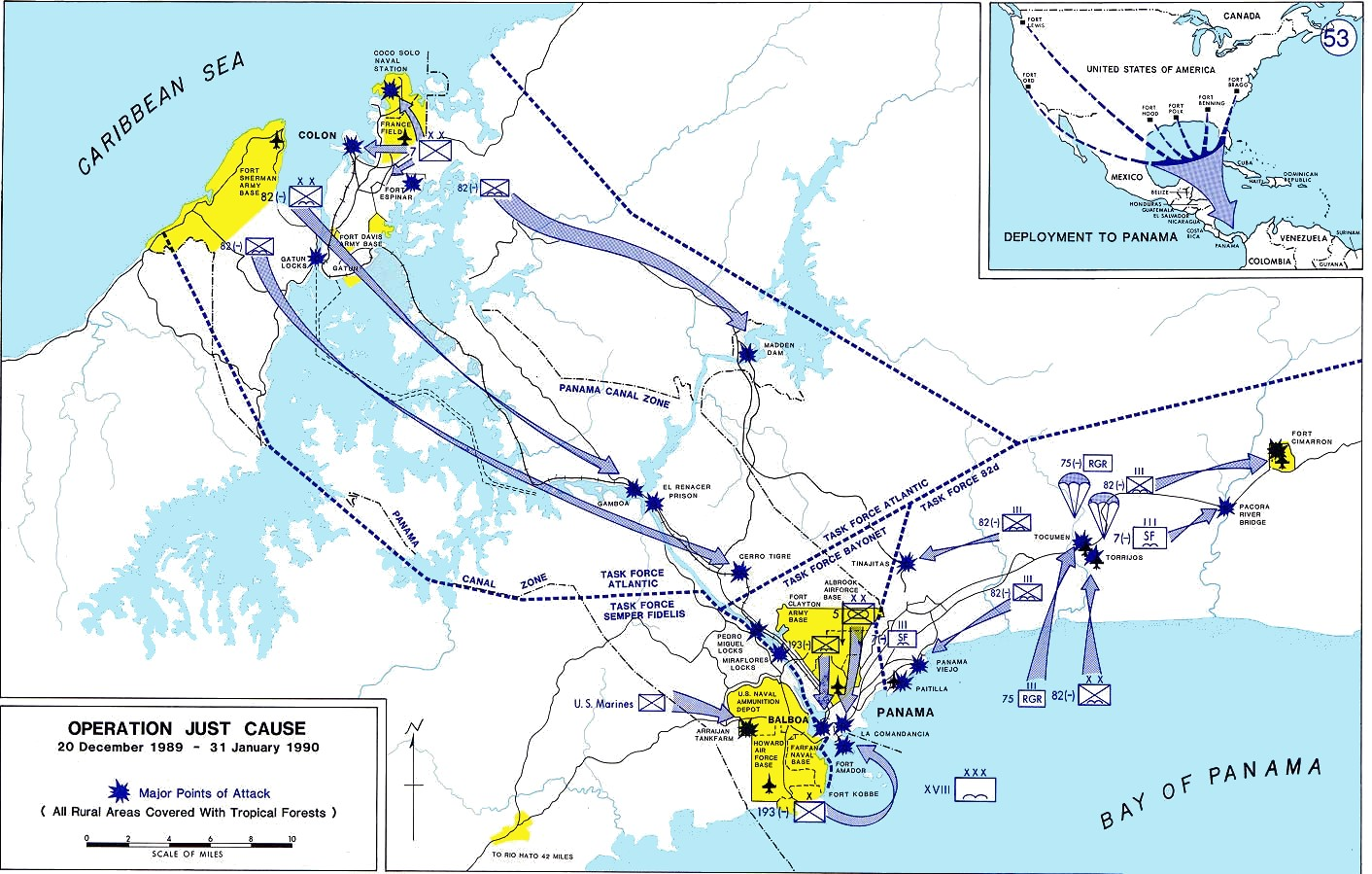
Mapa popisující průběh operace

Zahájení operace předcházela série provokací ze strany Panamské obranné síly, z nichž poslední skončila smrtí seržanta námořní pěchoty Spojených států dne 17. prosince. Samotná operace byla zahájena 20. prosince v jednu hodinu po půlnoci místního času.  Americké velení v ní nasadilo 27 750 vojáků, kdežto režim Manuela Noriegy měl na svou obranu pouze 16 000 příslušníků Panamské obranné síly. Krátce po zahájení invaze složil zvolený prezident Guillermo Endara slib na americké základně Fort Clayton. 
Jedním z nejvýznamnějších cílů patřil hlavní stan Panamských obranných sil (zvaný La Comandancia), přičemž útok na něj vyvolal několik požárů, z nichž jeden zničil většinu přilehlé a hustě obydlené čtvrti El Chorrillo v centru Panama City. Současně několik set příslušníků Rangers a výsadkářů elitní 82. vzdušné výsadkové divize zajistilo mezinárodní Torrijosovo letiště a dva „neviditelné“ stíhací bombardéry F-117 Stealth svrhly pumy poblíž kasáren v Río Hattu, kde se také nacházela Noriegova rezidence. Součástí útoků v Panama City byl také útok na věznici Carcel Modelo a osvobození Kurta Musea, amerického občana odsouzeného Noriegou za špionáž. Další vojenská velitelská centra po celé zemi byla také napadána. 
Manuel Noriega nejprve unikal zajetí a ukrýval se dva týdny na velvyslanectví Vatikánu kde žádal o azyl, po desetidenní psychologické operaci se 3. ledna 1990 vzdal americkým jednotkám u brány velvyslanectví. Následně byl zatčen a přepraven letecky na Floridu, kde byl vzat do vazby podle federálních zákonů. Panamské jednotky ještě několik týdnů vzdorovaly.

## Následky
V roce 1992 byl Noriega v USA odsouzen ke 40 letům vězení za obchod s drogami, vydírání a praní špinavých peněz. V roce 2010 byl vydán k soudu do Francie, odkud byl následující rok vydán do Panamy, kde roku 2017 zemřel ve vězení. Invazní jednotky z Panamy odešly ke konci ledna 1990, v zemi ale zůstalo 13 500 amerických vojáků v pásmu podél panamského průplavu. Z něj poslední američtí vojáci odešli v roce 1999, kdy průplav přešel plně pod správu Panamy.